# Casino (biograf)

Casino var en biograf vid Götgatan 69 på Södermalm i Stockholm. Biografen öppnade 1909 och stängde som Vega 1928.

## Historik
Casino var den första biografen som öppnade vid Götgatan. Den inrymdes i en nybyggd hörnfastighet i kvarteret Höken vid Bondegatan / Götgatan som uppfördes 1907-1909 efter ritningar av arkitektfirman Dorph & Höög. Entrén var från Götgatan och salongen låg en halv trappa ner under bakgården. Biosalongen hade 186 sittplatser. 
I oktober 1913 ändrades namnet till Vega. Här visades stumfilm och innan ljudfilmen slog igenom lades Vega ner i april 1928. Därefter byggdes biosalongen om till utställningslokal för en möbelfirma som hade sin butik mot Götgatan.